# Скоморохово (Сокольский район)
Скоморохово — деревня в Сокольском районе Вологодской области.
Входит в состав Чучковского сельского поселения, с точки зрения административно-территориального деления — в Чучковский сельсовет. Расположена к югу от автодороги А123.
Расстояние по автодороге до районного центра Сокола — 84 км, до центра муниципального образования Чучкова — 1 км. Ближайшие населённые пункты — Дьяково, Васильевское, Ченцово, Слободищево, Чучково.
По переписи 2002 года население — 10 человек.